# Sievert Lorenzen
Sievert Lorenzen (* 5. Juli 1938 in Berlin; † 30. April 2023) war ein deutscher Zoologe. Er war Professor an der Christian-Albrechts-Universität Kiel.

## Werdegang
Lorenzen studierte Biologie und Mathematik und wurde 1968 in Kiel promoviert (Meiofauna an der Grenze Watt/Salzwiese im Bereich der deutschen Nordseeküste). Er veröffentlichte vor allem zu marinen Nematoden, unter anderem eine Monographie über die Phylogenie und Systematik mariner Nematoden, seine Kieler Habilitation von 1979, in englischer Übersetzung bei der Ray Society erschienen. Außerdem befasste er sich mit Evolutionstheorie.
Er setzte sich für Tierschutz ein und war Kritiker der Massentierhaltung (zum Beispiel im Rahmen von BSE) und war ab 2008 ehrenamtlicher Vorstandsvorsitzender des Vereins Provieh e.V., der sich dem Schutz von Nutztieren widmet.

## Schriften
- Entwurf eines phylogenetischen Systems der freilebenden Nematoden, Bremen: Leuwer 1981
  - Englische Ausgabe: The phylogenetic systematics of freeliving nematodes, Ray Society 1994
- Die Familie Epsilonematidae (Nematodes), Mikrofauna des Meeresbodens 25, Steiner 1973
- Glochinema nov. gen. (Nematodes, Epsilonematidae) aus Südchile, Mikrofauna des Meeresbodens 47, Steiner 1974
- Rhynchonema-Arten (Nematodes, Monhysteridae) aus Südamerika und Europa, Mikrofauna des Meeresbodens 55, Mainz: Akademie der Wissenschaften und der Literatur, Steiner 1975
- Herausgeber: Darwin und die Theorie der Evolution, Spektrum der Wissenschaft 1988
- How to advance from the theory of natural selection towards a General Theory of Self-Organisation, in Dieter Stefan Peters, Michael Weingarten (Hrsg.), Organisms, genes and evolution: evolutionary theory at the crossroads. Wissenschaftliche Gesellschaft an der Johann Wolfgang Goethe-Universität Frankfurt am Main. Schriften, Band 14, 2000, S. 119–127
- mit Roland Scholz: Das Phantom BSE-Gefahr: Irrwege von Wissenschaft und Politik im BSE-Skandal, Berenkamp 2005